# Nishijima Kensuke
Kensuke Nishijima (sinh ngày 9 tháng 6 năm 1975) là một cầu thủ bóng đá người Nhật Bản.

## Sự nghiệp câu lạc bộ
Kensuke Nishijima đã từng chơi cho Gamba Osaka.